# Ибресинский район
Ибре́синский райо́н (чув. Йĕпреç районĕ) — административно-территориальная единица в Чувашской Республике России. В границах района образован одноимённый муниципальный округ (в 2004-2022 гг— муниципальный район).
Административный центр — посёлок городского типа Ибреси.

## Физико-географическая характеристика
3/4 территории района занимают хвойные и разнолиственные леса. Район признан самым благополучным на экологической карте Чувашии. В ибресинском лесу офтальмолог Святослав Федоров для МНТК «Микрохирургия глаза» заложил охотничью базу. Сотрудники предприятия, в их числе С. Н. Федоров, прилетали сюда на вертолёте, используя площадку аэродрома у села Малые Кармалы.
В районе заложен питомник редких лекарственных: родиола розовая, китайский лимонник. У деревни Айбечи обнаружена дикая плантация чабреца, у деревни Ширтаны, на территории аэродрома сохранились участки цветущего дикого тюльпана.
Расположен в центральной части Чувашской Республики, занимает площадь 1201,2 км² (6,5 % территории республики). Граничит на севере с Вурнарским и Канашским, на востоке с Комсомольским, на юге с Батыревским и Алатырским, на западе с Порецким и Шумерлинским районами республики.

## История
Ибресинский кантон — административно-территориальная единица Чувашской АССР, образованная согласно постановлению Центрального исполнительного комитета «О районировании ЧАССР» от 5 сентября 1927 года.
По данному постановлению административно-территориальное районирование ЧАССР делилось на 17 кантонов. Одним из них стал Ибресинский с центром в посёлке при станции Ибреси. Состав кантона формировался из двух волостей: Хормалинской в составе 38 населённых пунктов и Муратовской в составе 27 населённых пнутов.
Всего в Ибресинском кантоне было 70 населённых с общей численностью населения 39049 человек. Площадь кантона составляла 1164 кв. м. В дальнейшем, на территории Чувашской АССР уезды и волости были упразднены, вместо них введена единая территориальная единица — район. В числе других районов был утвержден Ибресинский район. 1 октября 1927 года прошли первые районные съезды советов, которые сформировали руководящие районные органы.
Район образован 5 сентября 1927 года.
В районе две исторических местности: Кушлаваш уйе, описанный в произведениях народного поэта Чувашии С. В. Эльгера, и историческое Камаево поле.
В Ибресинский район из Подмосковья во время Великой Отечественной войны была эвакуирована летная военная школа. В посёлке Ибреси после тяжелого ранения формировал умение летать без ног Герой Советского Союза, летчик Алексей Петрович Маресьев. В музее поселка сохранилась переписка с летчиком. Район — родина Героя России Леонида Сергеевича Константинова, уроженца поселка Липовка.

## Население
| 1939    | 1959    | 1970    | 1979    | 1989    | 1993    | 1997    | 2001    | 2002    |
| ------- | ------- | ------- | ------- | ------- | ------- | ------- | ------- | ------- |
| 36 024  | ↗43 162 | ↘36 989 | ↘32 799 | ↘28 471 | ↗29 200 | ↘17 300 | ↗28 500 | ↘28 377 |
| 2005    | 2009    | 2010    | 2011    | 2012    | 2013    | 2014    | 2015    | 2016    |
| ↘28 100 | ↘27 117 | ↘26 192 | ↘26 097 | ↘25 440 | ↘25 026 | ↘24 575 | ↘24 242 | ↘23 894 |
| 2017    | 2018    | 2019    | 2020    | 2021    |         |         |         |         |
| ↘23 519 | ↘23 330 | ↘22 893 | ↘22 655 | ↘20 699 |         |         |         |         |

### Национальный состав
По данным переписи населения 2010 года национальный состав Ибресинского района достаточно однороден. Большинство населения: чуваши. Имеется одно мордовское село Малые Кармалы (Цярмун). Большинство русских проживает в городских условиях (пгт. Буинск и Ибреси). Татары, в основном, проживают в Буинске, в котором являются относительным большинством.
| Национальность | Число указавших национальность и доля от населения района |
| -------------- | --------------------------------------------------------- |
| Чуваши         | 84,36% (22 096)                                           |
| Русские        | 10,56 % (2 766)                                           |
| Татары         | 2,50 % (656)                                              |
| Мордва         | 1,58 % (413)                                              |

## Территориальное устройство
В рамках административно-территориального устройства, район делится на 13 административно-территориальных единиц: 1 городское и 12 сельских поселений.
В рамках организации местного самоуправления с 2004—2022 гг. муниципальный район включал 13 муниципальных образований, в том числе 1 городское и 12 сельских поселений, которые 1 января 2023 года были упразднены и объединены в единый муниципальный округ.
| №  | Поселение                             | Административный центр  | Количество населённых пунктов | Население (чел.) | Площадь (км²) |
| -- | ------------------------------------- | ----------------------- | ----------------------------- | ---------------- | ------------- |
| 1  | Ибресинское городское поселение       | пгт Ибреси              | 1                             | ↘7254            | 126,33        |
| 2  | Айбечское сельское поселение          | деревня Айбечи          | 2                             | ↗1527            | 33,80         |
| 3  | Андреевское сельское поселение        | деревня Андреевка       | 5                             | ↗868             | 20,61         |
| 4  | Берёзовское сельское поселение        | посёлок Берёзовка       | 7                             | ↘386             | 122,62        |
| 5  | Большеабакасинское сельское поселение | деревня Большие Абакасы | 5                             | ↘1201            | 38,61         |
| 6  | Буинское сельское поселение           | пгт Буинск              | 3                             | ↘958             | 227,50        |
| 7  | Кировское сельское поселение          | посёлок Бугуян          | 4                             | ↘640             | 138,10        |
| 8  | Климовское сельское поселение         | село Климово            | 4                             | ↘1472            | 37,35         |
| 9  | Малокармалинское сельское поселение   | село Малые Кармалы      | 5                             | ↘1421            | 108,06        |
| 10 | Новочурашевское сельское поселение    | село Новое Чурашево     | 4                             | ↘1568            | 36,50         |
| 11 | Хормалинское сельское поселение       | село Хормалы            | 6                             | ↘2144            | 54,26         |
| 12 | Чувашско-Тимяшское сельское поселение | село Чувашские Тимяши   | 5                             | ↘1402            | 122,19        |
| 13 | Ширтанское сельское поселение         | деревня Ширтаны         | 6                             | ↘1194            | 135,25        |

## Населённые пункты
В Ибресинском районе (муниципальном округе) расположено 57 населённых пунктов:
| №  | Населённый пункт | Тип     | Население | Поселение                             |
| -- | ---------------- | ------- | --------- | ------------------------------------- |
| 1  | 11 Лет Чувашии   | посёлок | ↗85       | Берёзовское сельское поселение        |
| 2  | Айбечи           | деревня | ↗896      | Айбечское сельское поселение          |
| 3  | Алшихово         | посёлок | ↘26       | Климовское сельское поселение         |
| 4  | Андреевка        | деревня | ↗430      | Андреевское сельское поселение        |
| 5  | Андрюшево        | деревня | ↗456      | Хормалинское сельское поселение       |
| 6  | Берёзовка        | посёлок | ↗268      | Берёзовское сельское поселение        |
| 7  | Большие Абакасы  | деревня | ↗886      | Большеабакасинское сельское поселение |
| 8  | Бугуян           | посёлок | ↘350      | Кировское сельское поселение          |
| 9  | Буинск           | пгт     | ↗1497     | Буинское сельское поселение           |
| 10 | Верхнее Кляшево  | деревня | →247      | Чувашско-Тимяшское сельское поселение |
| 11 | Вудоялы          | деревня | ↗831      | Айбечское сельское поселение          |
| 12 | Ибреси           | пгт     | ↗7633     | Ибресинское городское поселение       |
| 13 | Калиновка        | посёлок | ↗37       | Берёзовское сельское поселение        |
| 14 | Климово          | село    | ↘1023     | Климовское сельское поселение         |
| 15 | Кожакпось        | посёлок | ↗43       | Андреевское сельское поселение        |
| 16 | Костер           | посёлок | ↗119      | Ширтанское сельское поселение         |
| 17 | Кошмаш-Тойси     | деревня | ↗291      | Андреевское сельское поселение        |
| 18 | Красная Заря     | посёлок | ↗81       | Берёзовское сельское поселение        |
| 19 | Кубня            | деревня | ↗572      | Малокармалинское сельское поселение   |
| 20 | Ленино           | посёлок | ↗80       | Хормалинское сельское поселение       |
| 21 | Липовка          | посёлок | ↘408      | Малокармалинское сельское поселение   |
| 22 | Малиновка        | посёлок | ↗171      | Малокармалинское сельское поселение   |
| 23 | Малое Батырево   | деревня | ↗173      | Андреевское сельское поселение        |
| 24 | Малые Кармалы    | село    | ↗527      | Малокармалинское сельское поселение   |
| 25 | Малый Кукшум     | деревня | →150      | Ширтанское сельское поселение         |
| 26 | Мерезень         | посёлок | ↘35       | Климовское сельское поселение         |
| 27 | Мирный           | посёлок | →6        | Буинское сельское поселение           |
| 28 | Молния           | посёлок | ↗71       | Большеабакасинское сельское поселение |
| 29 | Нижнее Кляшево   | деревня | →210      | Чувашско-Тимяшское сельское поселение |
| 30 | Нижние Абакасы   | деревня | ↘357      | Большеабакасинское сельское поселение |
| 31 | Новая Жизнь      | посёлок | ↗141      | Берёзовское сельское поселение        |
| 32 | Новое Климово    | деревня | ↘32       | Новочурашевское сельское поселение    |
| 33 | Новое Чурашево   | село    | ↗1498     | Новочурашевское сельское поселение    |
| 34 | Новые Высли      | деревня | ↘536      | Хормалинское сельское поселение       |
| 35 | Огонек           | посёлок | ↗178      | Ширтанское сельское поселение         |
| 36 | Орел             | посёлок | ↗106      | Берёзовское сельское поселение        |
| 37 | Паральша         | посёлок | ↗2        | Берёзовское сельское поселение        |
| 38 | Первомайск       | посёлок | →0        | Хормалинское сельское поселение       |
| 39 | Русские Тимяши   | деревня | →154      | Чувашско-Тимяшское сельское поселение |
| 40 | Савка            | деревня | ↘41       | Новочурашевское сельское поселение    |
| 41 | Сехнер           | посёлок | ↗12       | Буинское сельское поселение           |
| 42 | Сирикли          | деревня | →263      | Новочурашевское сельское поселение    |
| 43 | Смычка           | посёлок | ↘158      | Малокармалинское сельское поселение   |
| 44 | Сосновка         | деревня | ↗217      | Ширтанское сельское поселение         |
| 45 | Спотара          | посёлок | ↘61       | Кировское сельское поселение          |
| 46 | Сюрбеевка        | деревня | ↘210      | Андреевское сельское поселение        |
| 47 | Тарнвар          | посёлок | ↗127      | Кировское сельское поселение          |
| 48 | Тойси-Паразуси   | деревня | ↘640      | Климовское сельское поселение         |
| 49 | Тымар            | посёлок | ↗107      | Ширтанское сельское поселение         |
| 50 | Хомбусь-Батырево | село    | →311      | Чувашско-Тимяшское сельское поселение |
| 51 | Хом-Яндобы       | деревня | ↗278      | Хормалинское сельское поселение       |
| 52 | Хормалы          | село    | ↘1230     | Хормалинское сельское поселение       |
| 53 | Чувашские Тимяши | село    | →850      | Чувашско-Тимяшское сельское поселение |
| 54 | Шибегечи         | деревня | ↗95       | Большеабакасинское сельское поселение |
| 55 | Ширтаны          | деревня | ↘602      | Ширтанское сельское поселение         |
| 56 | Шоркасы          | деревня | ↘113      | Большеабакасинское сельское поселение |
| 57 | Эконом           | посёлок | ↘222      | Кировское сельское поселение          |

Упразднённые населённые пункты:
- 2004 год — поселок Мерчики рабочего поселка Ибреси[34]

## Природа
Ибресинский район расположен в пределах Чувашского плато. На севере территории расположено холмистое плато с незначительными перепадами высот в пределах 30-80 м, расчленённое долинами рек и оврагов. Остальная территория — холмистая равнина водноледникового происхождения. Из полезных ископаемых в районе имеются разрабатываемое Ибресинское месторождение кирпичного сырья, а также горючие сланцы и фосфориты
По территории района протекают малые реки: верхние течения рек Кири, Кошлаушки, Кубни, Хомы, незначительные по протяжённости верховья рек Булы и Урюма. Озёр на территории района мало, по размерам они небольшие.
Оподзоленные и выщелоченные чернозёмы занимают 4 % площади района в северо-восточной части в комплексе с тёмно-серыми лесными почвами. Типично серые лесные почвы широко распространены в центральной, северо-восточных частях. Обширную площадь занимают дерново-слабоподзольные, дерново-среднеподзольные и светло-серые лесные почвы, а также песчаные почвы, которые занимают почти 30 % площади района, на них произрастают сосновые боры.
Средняя лесистость района довольно высокая, составляет 63 %. Преобладающим типом растительности является мягколиственные породы (57 % площади), среди которых берёза, осина, липа, ольха чёрная, по берегам рек растёт тополь. Твердолиственные породы: дуб, ясень, ильм (вяз) занимают около 10 %. Свыше трети площади района занимают хвойные породы, в их числе сосна, ель, лиственница. Территория района является водоразделом для многих малых рек, в связи с чем усиливается значение лесов, препятствующих их обмелению и истощению. Район обладает большим рекреационным потенциалом.

## Экономика
В районе получили развитие промышленность и сельское хозяйство. Действовал филиал Чебоксарского завода электроизмерительных приборов. На базе собственных лесных ресурсов ведётся лесозаготовка и переработка древесины. Промышленная продукция района: пиломатериалы и мебель, столярные изделия, деревянные детали для сельскохозяйственной техники, товары народного потребления, кирпич, а также продукция пищевой промышленности (кондитерские и хлебобулочные изделия, крахмальная патока, молочная продукция). Преобладающая часть предприятий размещается в Ибресях и Буинске. Деятельность предприятий сельских поселений ориентированы на переработку сельхозпродукции и обслуживание населения. Район имеет развитое сельскохозяйственное направление со специализацией в мясомолочном животноводстве, свиноводстве, производстве зерна, картофеля, овощей. Получило развитие пчеловодство.

## Транспорт
Основу транспортной сети составляет железная дорога Канаш — Ибреси — Алатырь — Красный Узел протяженностью 38 км в пределах района. Курсируют поезда дальнего следования и поезд пригородного сообщения Канаш — Алатырь. Важное транспортное значение имеют региональные автодороги 97К-002 «Аниш» М-7 «Волга» — Урмары — Канаш — Ибреси — Алатырь, 97К-004 Калинино — Батырево — Яльчики.
Планируется, что платная автомагистраль М12 «Восток» Москва — Казань — Екатеринбург, которая станет частью международного транспортного коридора «Европа — Западный Китай», пройдёт по следующим поселениями Ибресинского района: городское поселение Ибресинское, сельские поселения Андреевское, Климовское, Чувашско-Тимяшское, Хормалинское, Новочурашевское, Айбечское.